# کارورا
کارورا (به اسپانیایی: Carora) یک منطقهٔ مسکونی در ونزوئلا است که در Torres واقع شده‌است. کارورا ۱۱۲٬۶۰۰ نفر جمعیت دارد و ۴۱۹ متر بالاتر از سطح دریا واقع شده‌است.